# Unentgeltliche truppenärztliche Versorgung
Die unentgeltliche truppenärztliche Versorgung (utV) für Soldaten der Bundeswehr umfasst alle zur Gesunderhaltung, Verhütung und frühzeitigen Erkennung von gesundheitlichen Schäden sowie zur Behandlung von Erkrankungen erforderlichen medizinischen Leistungen. Sie ist eine besondere Form der Heilfürsorge (§ 69a BBesG, § 16 WSG) und richtet sich nach der Bundeswehr-Heilfürsorgeverordnung (BwHFV).
Die unentgeltliche truppenärztliche Versorgung umfasst zum Beispiel keine kosmetischen Behandlungen und keine Maßnahmen, die der Empfängnisverhütung dienen. Ebenso sind Haus- und Reiseapotheken durch den Soldaten selbst zu bezahlen. Da bei Erkrankungen im Auslandsurlaub lediglich die Kosten in Höhe der in Deutschland üblichen Sätze übernommen werden, wird Soldaten bei Auslandsurlauben der Abschluss einer Auslandszusatzkrankenversicherung nahegelegt. Die unentgeltliche truppenärztliche Versorgung erstreckt sich nicht auf Familienmitglieder bei anspruchsberechtigten Soldaten. Wenn diese nicht sozialversicherungspflichtig sind, können Ehegatten zu 30 Prozent und Kinder zu 20 Prozent privat versichert werden; den Rest trägt die Beihilfe.
Bei der unentgeltlichen truppenärztlichen Versorgung besteht keine freie Arztwahl. Soldaten werden grundsätzlich durch militärisches Sanitätspersonal behandelt, das dadurch gleichzeitig in Übung gehalten wird. Dem Truppenarzt obliegt die primäre Behandlungszuständigkeit. Er koordiniert und organisiert gegebenenfalls Facharztbesuche und sorgt für eine Zusammenführung aller Befunde und der Krankengeschichte. Auswärtige Behandlungen, zum Beispiel in Bundeswehrkrankenhäusern oder bei zivilen Ärzten oder Psychotherapeuten, erfolgen routinemäßig auf Veranlassung des Truppenarztes.
Bei Zahnersatz greift die unentgeltliche truppenärztliche Versorgung grundsätzlich voll. Soldaten können darüber hinaus Kosten für Zusatzleistungen selbst tragen. Brillenträger bekommen nur das günstigste Brillengestell und nur einfache Gläser als Dienstbrille verordnet und bezahlt.
Gemäß § 30 Abs. 1 S. 2 SG ist die unentgeltliche truppenärztliche Versorgung ein Sachbezug. Anspruch auf unentgeltliche truppenärztliche Versorgung besteht für Soldaten grundsätzlich, solange sie Anspruch auf Besoldung haben.